# Schloss Ermreuth

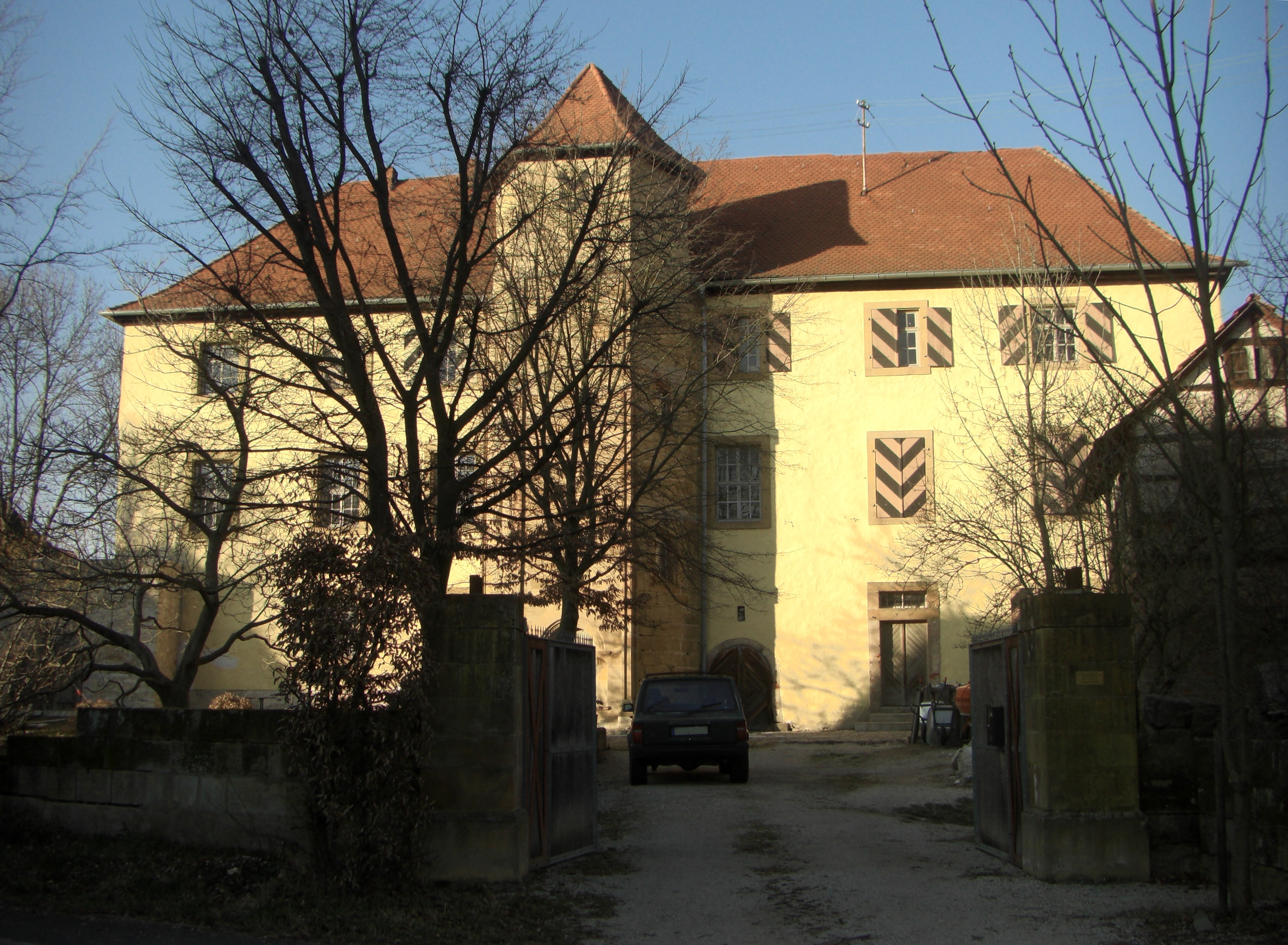
Schloss Ermreuth, 2008

Schloss Ermreuth ist ein Rittergut im oberfränkischen Ermreuth, einem Gemeindeteil von Neunkirchen am Brand. Der dreigeschossige Walmdachbau war im Mittelalter und in der frühen Neuzeit im Besitz verschiedener fränkischer Rittergeschlechter. Ab 1926 wurde das Gut ein Treffpunkt und Schulungsort führender Nationalsozialisten und ist seit 1980 Wohnsitz des Rechtsextremisten Karl-Heinz Hoffmann.

## Geschichte

### 14. bis 19. Jahrhundert
Vorgängerbauten des Ritterguts wurden bereits vor 1358 erwähnt. Im Bauernkrieg 1525 brannten aufständische Bauern das Schloss nieder. Der Schlossherr Stefan Muffel aus der Nürnberger Patrizierfamilie Muffel unterdrückte den Aufstand und baute das Gebäude wieder auf. 1573 bzw. 1579–1622 gehörte das Gut den Stiebar, die um 1600 den heutigen Schlossbau mit dem Treppenturm errichteten. Nach zehn Jahren im Besitz der Wildenstein wurde das Schloss 1632 an die Künsberg verkauft, die im 18. Jahrhundert das Obergeschoss ausbauten, den Treppenturm erhöhten und einen Altananbau mit Brüstung errichteten. Nach einer alten Sage soll dort ein schwarzer Schlossgeist gehaust haben, der sich Menschen, die bei Dunkelheit am Schloss vorbeigingen, auf den Rücken gesetzt und sie gedrückt haben soll. 1858 verkauften die Künsberg das Schloss an den Hammerwerksbesitzer Andreas Schäff aus Erlangen.

### 20. und 21. Jahrhundert
Nach dem Ersten Weltkrieg diente das Schloss der Organisation Stahlhelm, Bund der Frontsoldaten als Versammlungszentrum. Zu Ehren von General Ludendorff, der dort als Gast einkehrte, errichtete der nationalsozialistische Wanderverein Ermreuth e. V. ab 1926 ein Ludendorff-Heim. In der Zeit des Nationalsozialismus wurde 1935 eine Gauführerschule der NSDAP eingerichtet, deren Mitglieder sich vermutlich 1936 an der Schändung des örtlichen jüdischen Friedhofs beteiligten, der 1711 angelegt worden war. In dieser Zeit war der Stürmer-Herausgeber Julius Streicher häufig Gast im Schloss.
Unmittelbar nach dem Zweiten Weltkrieg wurden aus den ehemaligen deutschen Ostgebieten Flüchtlinge und Vertriebene im Schloss untergebracht. Nach ihrem Wegzug wurde es zu einem Heimkehrerheim ausgebaut und war bis Ende der 1970er Jahre ein Altenheim des Bayerischen Roten Kreuzes.
Ab 1978 war Schloss Ermreuth das Hauptquartier der 1973 gegründeten Wehrsportgruppe Hoffmann und wurde zum Wohnsitz des Gründers Karl-Heinz Hoffmann, nachdem es seine Lebensgefährtin Franziska Birkmann erworben hatte. Infolge des Verbots der Wehrsportgruppe im Januar 1980 wurde im Schloss eine Hausdurchsuchung vorgenommen, wobei Propagandamaterial und Waffen beschlagnahmt wurden. Uwe Behrendt, stellvertretender Vorsitzender der Wehrsportgruppe und Mörder von Shlomo Levin, dem ehemaligen Vorsitzenden der israelitischen Kultusgemeinde Nürnberg und dessen Lebensgefährtin Frieda Poeschke, wohnte ebenfalls dort und flüchtete nach dem Doppelmord im Dezember 1980 in den Libanon. Nach der Wende war Hoffmann einige Jahre als Investor im thüringischen Kahla tätig und kehrte um das Jahr 2000 nach Ermreuth zurück. Noch heute bewohnt er Teile des Schlosses; es wurde jedoch von einem Privatmann erworben, der erste Sanierungsarbeiten ausführen ließ.
Zum Tag des offenen Denkmals 2016 war Schloss Ermreuth als Denkmal in der offiziellen Bundes-Liste der zu besichtigenden Objekte aufgeführt. Nach Protesten aus der Bevölkerung wurde es aus dieser Liste gestrichen.